# Ventrículos laterais

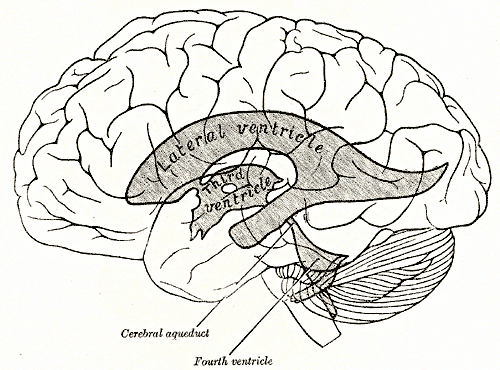
Ventrículos do cérebro humano

Os ventrículos laterais fazem parte do sistema ventricular do cérebro humano. Parte do telencéfalo, eles são os maiores ventrículos.
Comunicam com o III ventrículo pelo foramen interventricular de Monro.

## Imagens adicionais

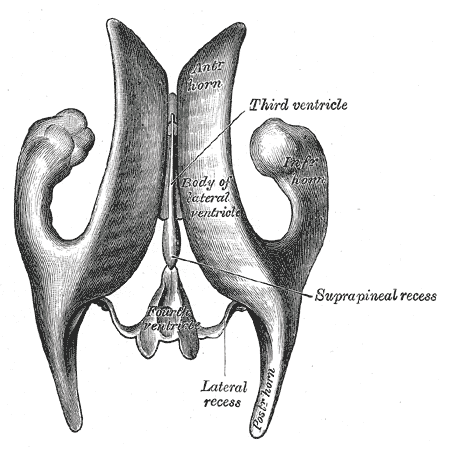
Ventrículos do cérebro humano